# Moreauville
Moreauville – wieś w Stanach Zjednoczonych, w stanie Luizjana, w parafii Avoyelles.